# Спільний парад вермахту та РСЧА в Бересті

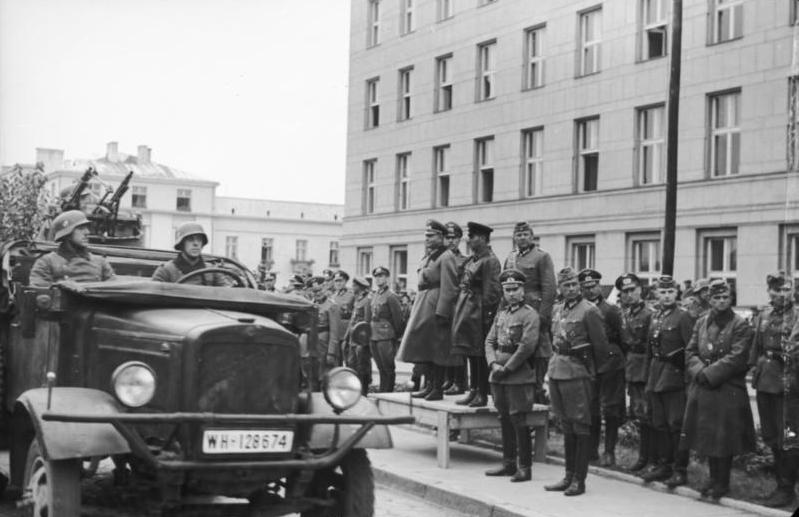
Берестя 22 вересня 1939. На трибуні — німецький генерал Гайнц Ґудеріан і радянський комбриг Семен Кривошеїн.

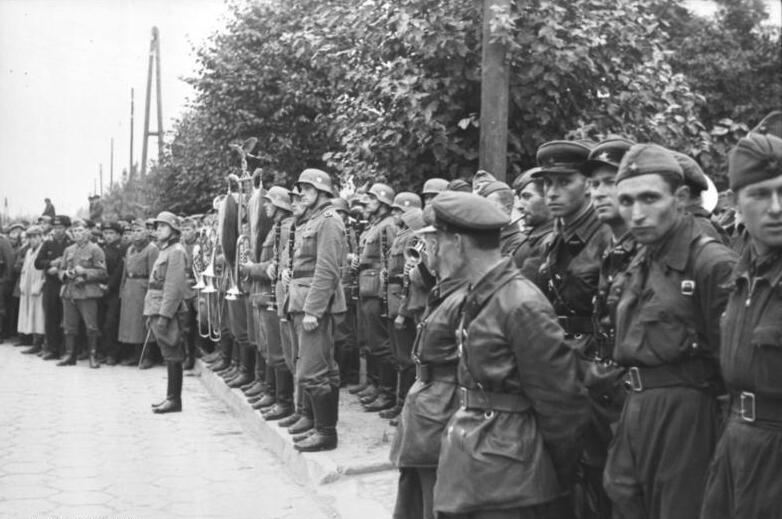
Фрагмент параду.

Спільний парад вермахту і РСЧА в Бересті (нім. Deutsch-sowjetische Siegesparade in Brest-Litowsk, рос. Совместный парад вермахта и РККА в Бресте; парад переможців) — проходження урочистим маршем центральною вулицею міста підрозділів XIX моторизованого корпусу вермахту (командувач корпусу — генерал танкових військ Гайнц Ґудеріан) і 4-го батальйону 29-ї окремої танкової бригади РСЧА (комбриг — Семен Кривошеїн), відбулося 22 вересня 1939 року під час офіційної процедури передачі Берестя та Берестейської фортеці радянській стороні під час вторгнення в Польщу військ Німеччини і СРСР. Процедура завершилася урочистим спуском німецького та підняттям радянського прапорів.
Передача міста відбувалася згідно з радянсько-німецьким протоколом про встановлення демаркаційної лінії на території колишньої Польської держави, підписаним 21 вересня 1939 року представниками радянського та німецького командувань.
Подію було відзнято німецькою пропагандистської службою «Die Deutsche Wochenschau». Історик Михайло Мельтюхов зазначає, що в цей час Німеччина всіляко намагалася показати Англії та Франції, що СРСР — її союзник, в той же час як у самому СРСР всіляко намагалися підкреслити свою «нейтральність».

## Події в Бересті

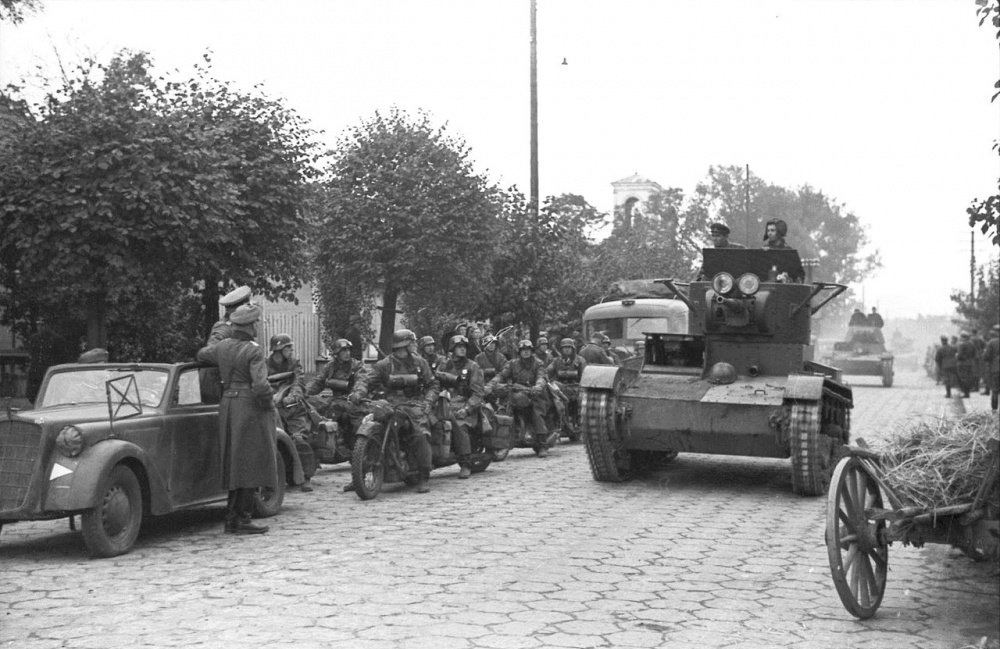
Радянська танкова колона проходить повз групу німецьких мотоциклістів. На передньому плані «командирський» Т-26 зразка 1933 року з поручневою антеною

14 вересня 1939 року під час Польської кампанії місто Берестя (Брест-Литовськ) (а 17 вересня — фортеця) були зайняті XIX моторизованим корпусом вермахту під командуванням генерала Ґудеріана. За узгодженої 20 вересня тимчасової демаркаційної лінії між військами СРСР та Німеччини ця територія входила до радянської зони.

## Спогади учасників

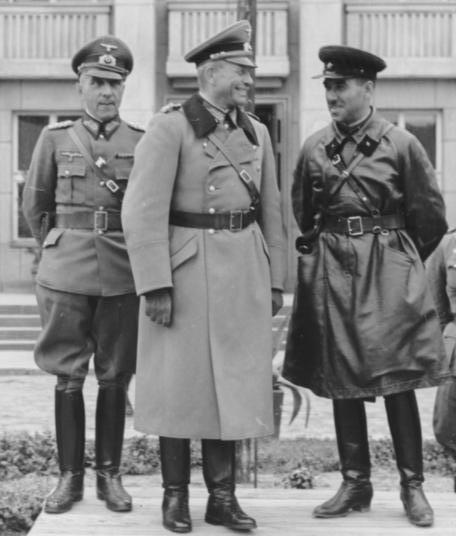
Ґудеріан та Кривошеїн радісно спілкуються під час параду.

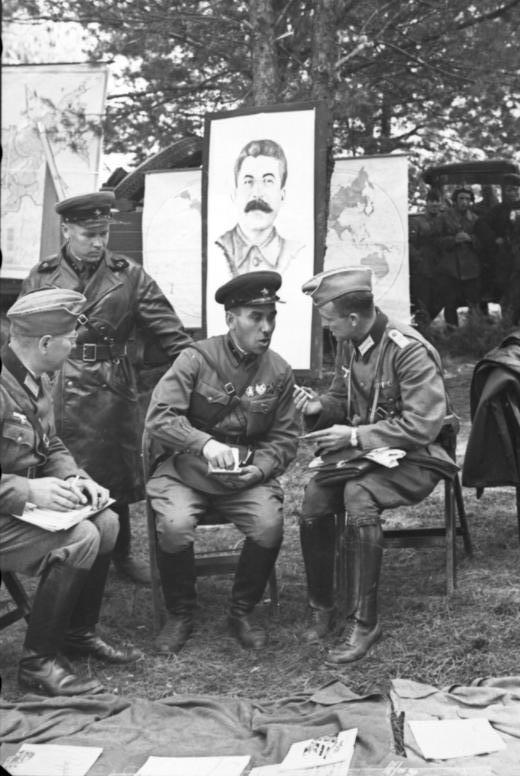
Фрагмент подій.

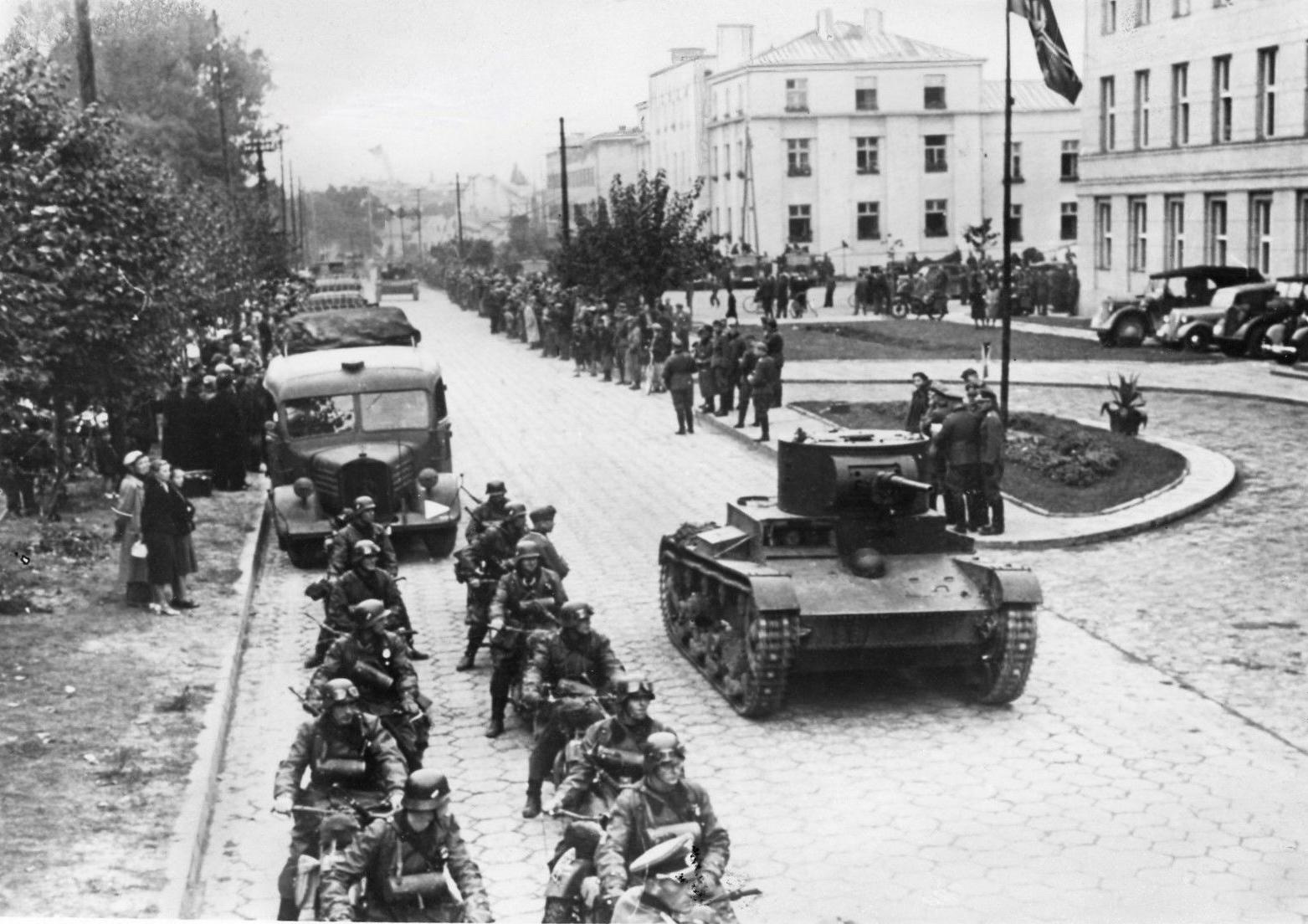

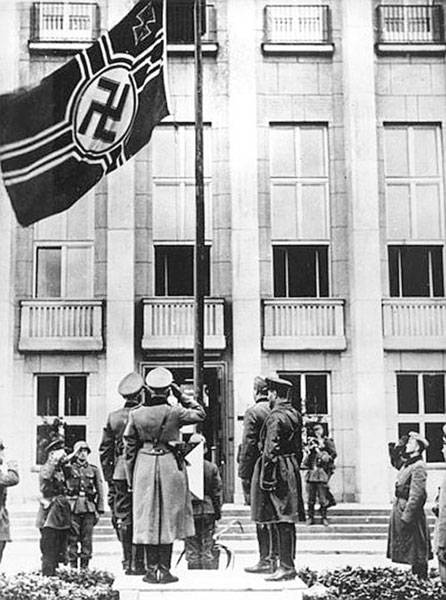

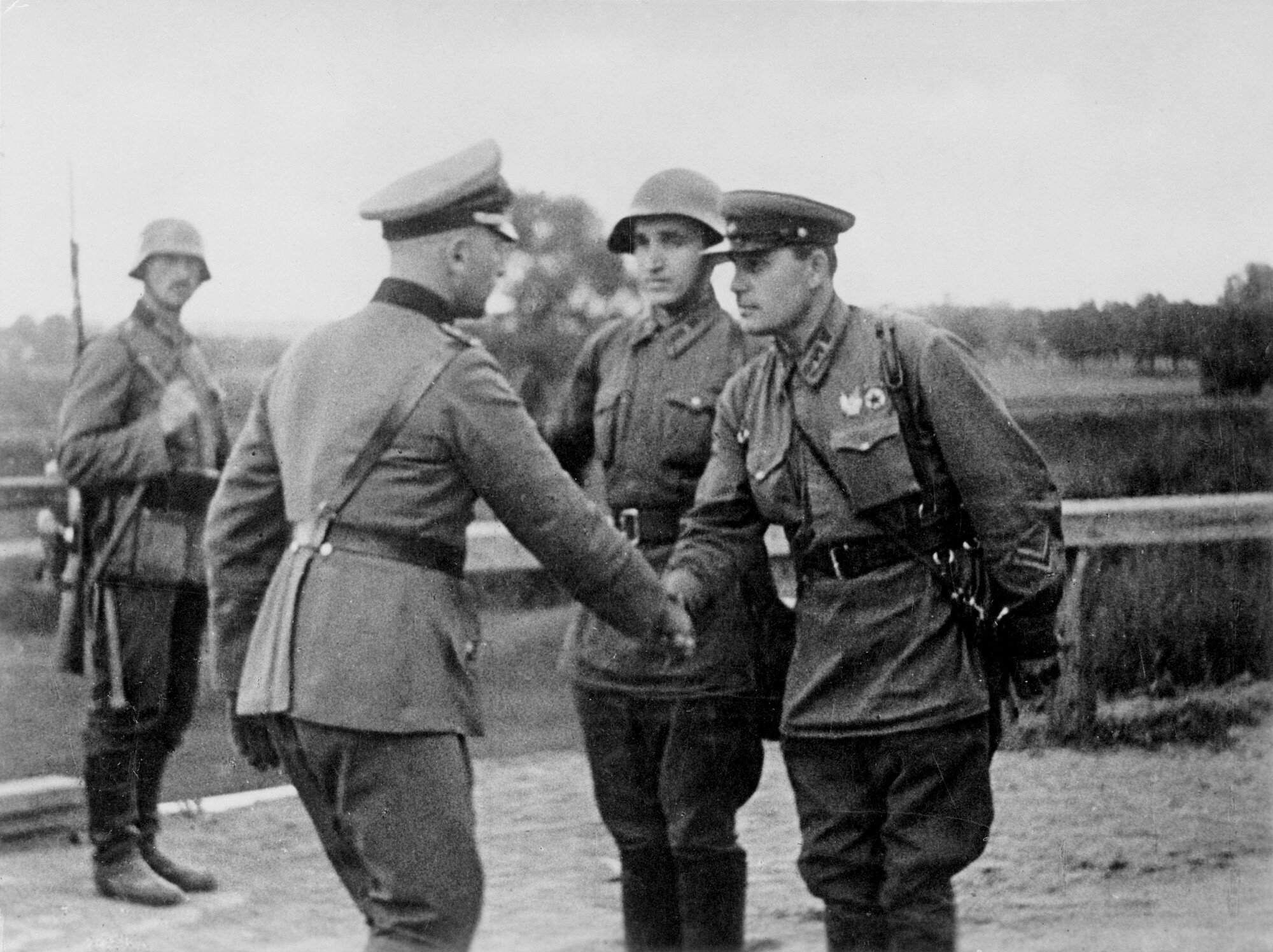
Німецький та радянський офіцери потискають один одному руки.

Згідно зі спогадами командира 29-ї окремої танкової бригади Семена Кривошеїна, його підрозділ ввечері 20 вересня отримав наказ командувача 4-й армії В. І. Чуйкова про заняття міста та Берестейської фортеці. Для цього бригада Кривошеїна здійснила 120-кілометровий нічний марш з Пружан. До ранку 21-го передові підрозділи 29-ї бригади наблизилися до Берестя з північного боку. Кривошеїн сам попрямував на переговори з німецьким командуванням щодо передачі міста і фортеці, віддавши наказ про початок руху бригади в Бересті о 14:00. Переговори з Ґудеріаном, які велися зрозумілою обом французькою мовою, затягнулися до вечора.
Кривошеїн пише, що Ґудеріан наполягав на проведенні параду з попереднім вишикуванням частин обох сторін на площі. Кривошеїн спробував відмовитися від проведення параду, посилаючись на втому і непідготовленість своїх військ. Але Ґудеріан наполягав, вказуючи на пункт угоди між вищими командуваннями, в якому обговорювався спільний парад. Кривошеїну довелося погодитись, проте він запропонував наступну процедуру: о 16 годині частини корпусу Ґудеріана похідною колоною, зі штандартами попереду, покидають місто, а частини Кривошеїна, також у похідній колоні, вступають у місто, зупиняються на вулицях, де проходять німецькі полки, і своїми прапорами салютують частинам, які проходять. Оркестри виконують військові марші.
Ґудеріан погодився на запропонований варіант, але окремо обумовив, що буде присутній на трибуні разом з Кривошеїним й вітатиме частини.
Завершивши увечері переговори, Кривошеїн віддав наказ бригаді підготувати до параду 4-й батальйон і бригадний оркестр, а також блокувати залізницю.
Проходження підрозділів, яке відбулося наступного дня Кривошеїн описав так:
|                                 | В 16.00 я та генерал Ґудеріан піднялись на невисоку трибуну. За піхотою пройшла моторизована артилерія, потім танки. На бриючому польоті пронеслось над трибуною з десятка два літаків. Ґудеріан, показуючи на них, намагався перекричати шум моторів: — Німецькі аси! Колосаль! — кричав він. Я не стримався, і також крикнув у відповідь: — У нас є кращі! — О, так! — відповів Ґудеріан без особливої радості. Потім знову пройшла піхота на машинах. Декого з них, як мені здалось, я вже бачив. Вочевидь, Ґудеріан, використовуючи замкнене коло прилеглих кварталів, наказав мотополкам демонструвати свою міць декілька разів … Нарешті, парад завершився. |
| — Кривошеин. Междубурье, с. 261 | |

Генерал Ґудеріан так описує події в своїх мемуарах:
|                                  | Як вісник наближення росіян прибув молодий російський офіцер на бронеавтомобілі, який повідомив нам про підхід їхньої танкової бригади. Потім ми отримали звістку про демаркаційну лінію, встановлену міністерством закордонних справ, яка, проходячи Бугом, залишала за росіянами Берестейську фортецю; таке рішення міністерства ми вважали невигідним. Потім було встановлено, що район на схід від демаркаційної лінії повинен бути звільнений до 22 вересня. Цей термін був настільки коротким, що ми навіть не могли евакуювати наших поранених і підібрати пошкоджені танки. Мабуть, до переговорів про встановлення демаркаційної лінії і про припинення військових дій взагалі не був залучений жоден військовий. У день передачі Берестя росіянам в місто прибув комбриг Кривошеїн, танкіст, який володів французькою мовою, а тому я зміг легко з ним порозумітися. Всі питання, що залишилися невирішеними у положеннях міністерства закордонних справ, були розв'язані вигідно для обох сторін безпосередньо з росіянами. Ми змогли забрати всі, крім захоплених у поляків, запаси, які залишалися росіянам, оскільки їх неможливо було евакуювати за такий короткий час. Наше перебування в Бересті закінчилося прощальним парадом і церемонією з обміном прапорами в присутності комбрига Кривошеїна. |
| — Гудериан. Воспоминания солдата | |

## У німецьких документах

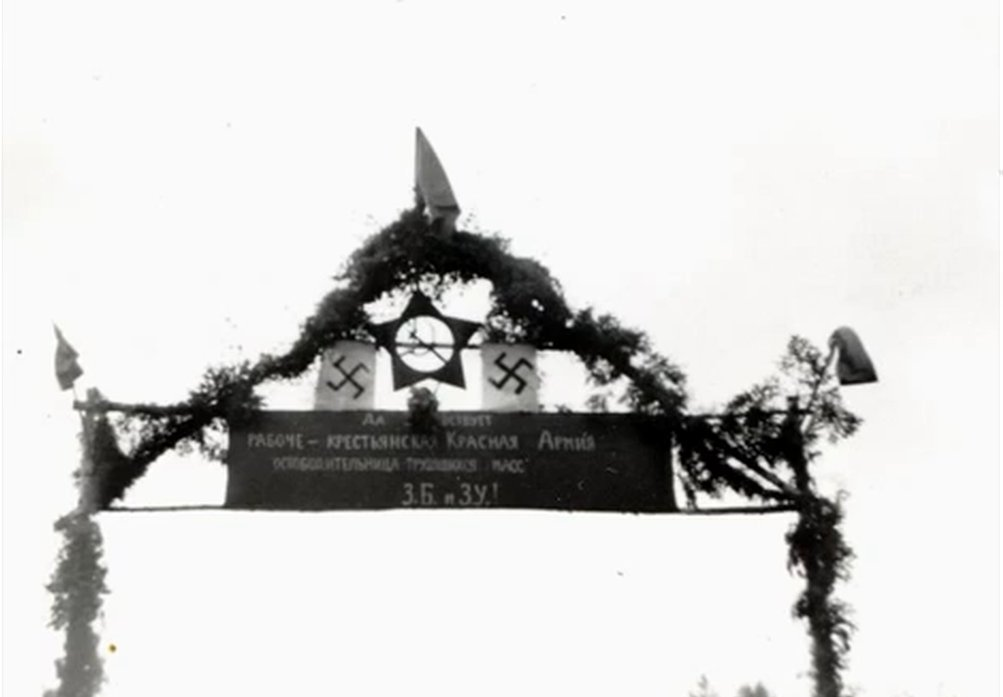
Вітальна арка в Бересті із нацистською та радянською символікою

У експозиції музею Берестейської фортеці наводиться інформація наступного змісту.

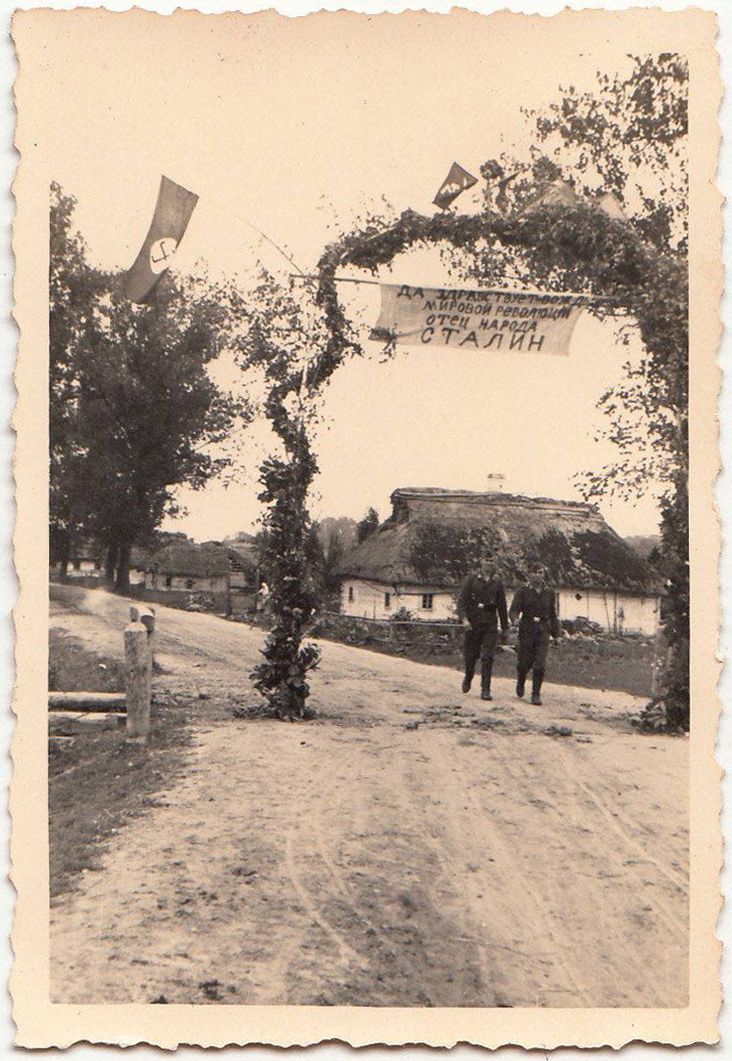
Вітальна арка у місті Високе з прославленням Сталіна та нацистською символікою

У Бересті, як випливає з донесення командування групи армій «Північ» 22 вересня 1939, «… відбувся урочистий марш одного російської та одного німецького полків … Місто і Цитадель урочисто передані росіянам».
У федеральному військовому архіві в Німеччині, в документах вищого керівництва другої танкової групи знаходиться документ «Vereinbarung mit sowjetischen Offizieren über die Überlassung von Brest-Litowsk» («Домовленість з радянськими офіцерами про передачу Брест-Литовська») датований 21.09.1939. У ньому, зокрема, зазначається:
14:00: Початок проходження урочистим маршем (Vorbeimarsch) російських і німецьких військ перед командувачами обох сторін з наступною зміною прапорів. Під час зміни прапорів музика виконує національні гімни.

## Спільні паради в інших містах
У 80-х — 90-х роках XX століття в ряді робіт наводилася інформація про те, що спільні паради РСЧА і вермахту проходили і в інших містах Польщі.
Так, згідно з працею історика Михайла Семиряги 1992 року, «в Гродно, Бересті, Пінську і в ряді інших міст ще до капітуляції Варшави відбулися спільні паради (німці їх називали „парадами перемоги“) за участю військ обох країн.» Парад у Гродно приймав командувач радянською армійською групою В. І. Чуйков.
Історик Олександр Некрич пише: «Завершення військових операцій проти Польщі було відзначено потім спільними парадами збройних сил Німеччини і Радянського Союзу в Бересті та у Львові в перших числах жовтня [1939]». За інформацією німецького командування, ці міста були залишені німецькими військовими частинами відповідно 22 і 21 вересня
Російські історики Олег Вишльов та Михайло Мельтюхов називають паради в інших містах «міфом». Вишльов також вважає, що процедура урочистої передачі Берестя не була спільним парадом, як його описує стройовий статут РСЧА 1938 року, а був «церемоніальним виводом німецьких військ під наглядом радянських представників». Цієї ж думки також дотримується історик Олександр Дюков.

## Фотоматеріали
- Кадри німецької кінохроніки [Архівовано 2 березня 2012 у Wayback Machine.]
- Велика добірка фотоматеріалів про церемонію передачі Берестя під радянську юрисдикцію у вересні 1939 року [Архівовано 16 червня 2012 у Wayback Machine.]
- Радянсько-німецький парад у Бересті 22.09.1939 // Сайт Радіо Свобода
- Протокол передачі Берестя радянським військам (стр 1) [Архівовано 4 березня 2016 у Wayback Machine.], (стр 2) [Архівовано 1 березня 2010 у Wayback Machine.] (нім.)